# Parlament (Burundi)

Das Parlament von Burundi ist ein Zweikammersystem und besteht aus:
- Dem Senat (Oberhaus)[1]
- Der Nationalversammlung (Unterhaus)[1]